# Véronique Mathieu Houillon

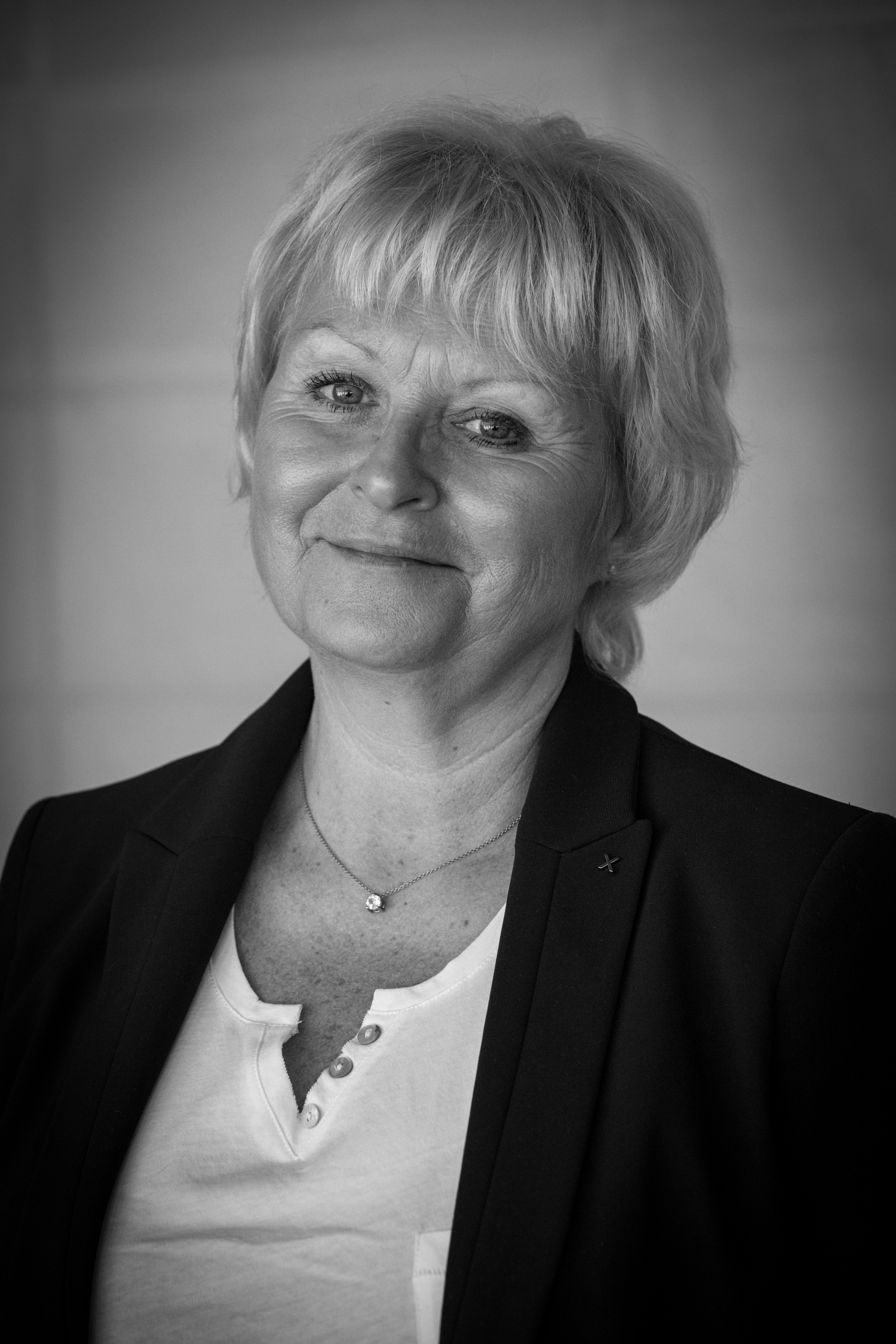
Véronique Mathieu Houillon, 2016

Véronique Mathieu Houillon (* 28. Oktober 1955 in Nancy, Département Meurthe-et-Moselle) ist eine französische Politikerin der Union pour un mouvement populaire (UMP).

## Leben
Von 1974 bis 1982 war Mathieu als Zahnarztassistentin tätig. Von 1982 bis 1999 leitete sie eine Zahnarztpraxis. Mathieu ist seit 1999 Abgeordnete im Europaparlament. Mathieu ist Mitglied der Parti radical, die dem konservativen Parteienbündnis UMP angehört.